# Carol Young Suh Lee
Carol Young Suh Lee (* 21. Dezember 2001 in Saipan) ist eine Tennisspielerin der nördlichen Marianen, die für die USA antritt.

## Karriere
Young Suh Lee spielt überwiegend Turniere auf der ITF Women’s World Tennis Tour, bei denen sie bislang vier Einzeltitel und einen Titel im Doppel gewonnen hat.
Seit 2017 spielt Young Suh Lee für die Billie-Jean-King-Cup-Mannschaft von Pacific Oceania; ihre Billie-Jean-King-Cup-Bilanz weist bislang 14 Siege bei 3 Niederlagen aus.
2019 trat sie als erste Spielerin der nördlichen Marianen bei den Australian Open an, wo sie sich für das Hauptfeld im Juniorinneneinzel qualifizierte, in der ersten Runde dann aber mit 1:6, 7:5 und  4:6 gegen Park So-hyun verlor. Im Juniorinnendoppel verlor sie in der ersten Runde an der Seite von Valentina Ivanov mit 6:74, 7:5 und [5:10] gegen Marija Krupenina und Darija Snihur. Im Juli erreichte sie bei den Pazifikspielen 2019 im Dameneinzel das Viertelfinale und gewann an der Seite von Colin Sinclair die Goldmedaille im Mixed. Bei den US Open konnte sie sich wieder für das Hauptfeld im Juniorinneneinzel qualifizieren, scheiterte dann aber in der ersten Runde mit 2:6 und 5:7 an Robin Montgomery. Im Juniorinnendoppel rutschte sie mit Partnerin India Houghton als Nachrücker ins Hauptfeld, wo die beiden dann aber mit 1:6 und 4:6 gegen die topgesetzte Paarung Alexa Noel und Diane Parry verloren.
2025 erreichte sie im Februar das Finale des W15 in Scharm asch-Schaich, das sie mit 2:6 und 5:7 gegen Anna Sisková verlor. Ende März konnte sie dann in Monastir ihren ersten ITF-Einzeltitel feiern.

## Turniersiege

### Einzel
| Nr. | Datum           | Turnier  | Kategorie | Belag     | Finalgegnerin             | Ergebnis        |
| --- | --------------- | -------- | --------- | --------- | ------------------------- | --------------- |
| 1.  | 23. März 2025   | Monastir | ITF W15   | Hartplatz | Isis Louise van den Broek | 6:3, 4:6, 6:2   |
| 2.  | 11. Mai 2025    | Lopota   | ITF W50   | Hartplatz | Ekaterine Gorgodse        | 6:77, 7:63, 6:4 |
| 3.  | 18. Mai 2025    | Toyama   | ITF W15   | Hartplatz | Hayu Kinoshita            | 3:6, 6:1, 6:3   |
| 4.  | 17. August 2025 | Vigo     | ITF W35   | Hartplatz | Vendula Valdmannová       | 6:3, 6:4        |

### Doppel
| Nr. | Datum        | Turnier | Kategorie | Belag     | Partnerin   | Finalgegnerinnen                | Ergebnis  |
| --- | ------------ | ------- | --------- | --------- | ----------- | ------------------------------- | --------- |
| 1.  | 17. Mai 2025 | Toyama  | ITF W15   | Hartplatz | Wi Hwui-won | Hayu Kinoshita Honoka Kobayashi | 7:65, 6:2 |